# 札格洛斯歐白魚
札格洛斯歐白魚（学名：Alburnus zagrosensis）为輻鰭魚綱鯉形目雅羅魚科歐白魚属的其中一種，該物種分布於亞洲伊朗札格洛斯山脈卡倫河流域，棲息在高山溪流，體長可達13公分。

## 扩展阅读
維基物種上的相關：札格洛斯歐白魚